# 영동 박흥생 묘비
영동 박흥생 묘비(永同 朴興生 墓碑)는 충청북도 영동군 심천면 고당리에 있는, 조선 전기의 문신인 박흥생 선생의 묘 앞에 자리하고 있는 비이다. 1993년 11월 5일 충청북도의 기념물 제88호로 지정되었다.

## 개요
조선 전기의 문신인 박흥생 선생의 묘 앞에 자리하고 있는 비이다.
국당 박흥생(1374∼1446) 선생은 어려서부터 학문으로 이름이 높아 고려 우왕 13년(1386) 13세에 진사가 되었고, 17세인 공양왕 2년(1390)에 생원이 되었다. 이색의 추천으로 여흥부·춘천부의 교수로 벼슬을 시작하여 세종 5년(1423) 창평현감을 역임하였다. 조선 세종 7년(1424)에는 상을 당하여 3년간 묘곁을 지켰는데 그에 대한 표창으로 정려각이 세워지기도 하였다. 세조의 왕위찬탈에 반대하는 단종복위운동에 가담하였는데, 이후 공주 동학사 숙모전 초혼각에 생육신과 함께 배향되었다.
비는 네모진 받침돌 위로 비몸을 세우고 지붕모양의 머릿돌을 세운 형태로, 파손된 부분없이 전체적으로 완전한 모습이다. 건립연대는 숙종 10년(1638)으로, 우암 송시열이 비문을 짓고 약천 남구만이 글을 썼다.

## 참고 자료
- 영동 박흥생 묘비 - 국가유산청 국가유산포털